# Avianca (Perú)
Avianca Perú S.A., conocida simplemente como Avianca, fue una aerolínea peruana perteneciente a Avianca Holdings, antes conocida como TACA Perú. Avianca Perú tenía su base de operaciones en el Aeropuerto Internacional Jorge Chávez de Lima, Perú el cual era el segundo centro de conexión (hub) de Avianca en América del Sur. Era la única aerolínea peruana que ofrecía asientos en clase ejecutiva en sus vuelos nacionales.
El 10 de mayo de 2020 Avianca Holdings anunció la cancelación de operaciones en Perú luego de su solicitud de protección por quiebra, iniciando un proceso de liquidación y cierre de Avianca Perú, que puso fin a la aerolínea luego de 21 años de operación debido al impacto en la aviación de la pandemia de COVID-19.

## Historia
Fundada por Daniel Ratti y Ernesto Mahle como Trans American Airlines S.A. (TransAm), inició sus operaciones en julio de 1999, certificando su primer Boeing 737-200 y empezando a operar la ruta nacional entre Lima y Arequipa/Aeropuerto Internacional Rodríguez Ballón.

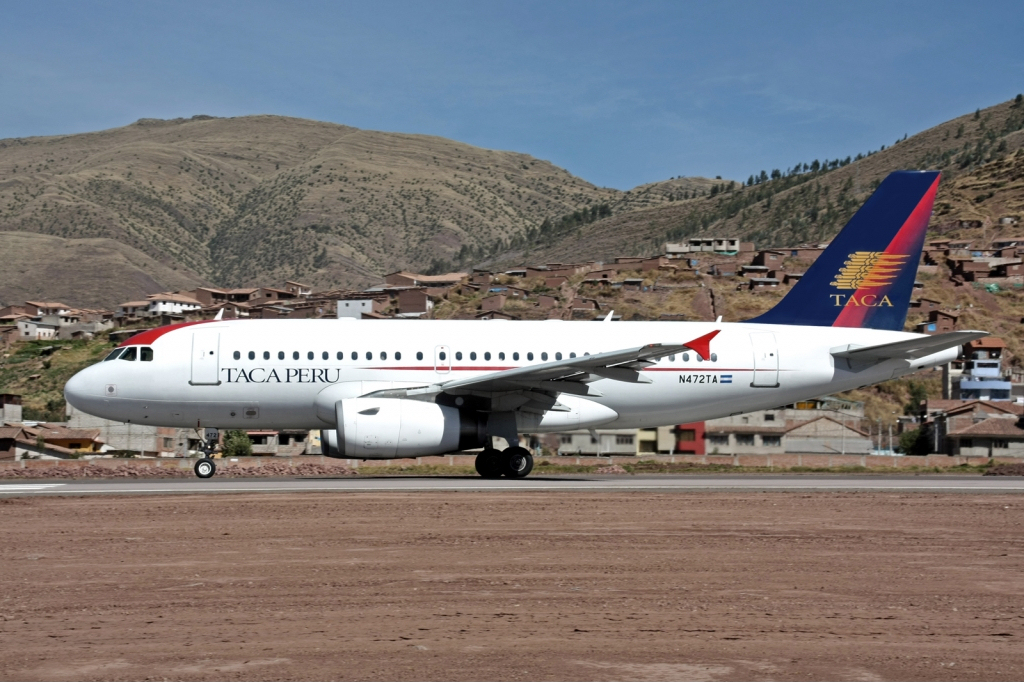
Un Airbus A319 de TACA Perú

Hasta el año 2001 la aerolínea operó vuelos entre Lima e Iquitos/Aeropuerto Internacional Coronel FAP Francisco Secada Vignetta y Miami/Aeropuerto Internacional de Miami. 
Durante el año 2004 se suscitó una crisis en la industria de la aviación en el Perú, ocasionada por el cese de operaciones de la aerolínea Aero Continente, principal operador de vuelos internos. Durante ese periodo TACA Perú hizo algunos vuelos a la ciudad de Arequipa/Aeropuerto Internacional Rodríguez Ballón.
En el año 2007 TACA Perú inicia un periodo de expansión y relanzamiento, aumentando las frecuencias de sus vuelos hacia las principales ciudades de Centroamérica y Sudamérica, ofreciendo una amplia gama de vuelos de conexión desde Lima hacia Norteamérica en las mañanas y en las noches.
En 2008, continuando con el proceso de expansión de la aerolínea, se agregaron a los destinos tradicionales, vuelos a las ciudades de Montevideo, Medellín directo y luego (vía UIO), Río de Janeiro, Ciudad de Guatemala y Asunción, todos saliendo desde el hub de la aerolínea en Lima. Adicionalmente aumentó sus vuelos a 2 diarios dependiendo del destino, como por ejemplo Quito, operando un vuelo en la mañana y otro en la tarde o noche.
En 2009 se agregaron nuevos destinos: La Habana, Santo Domingo, Cali (vía GYE), Porto Alegre y Ciudad de México.
En 2010 se inició la operación a Miami y Brasilia.
En 2011 comenzó su expansión nacional iniciando operaciones a Trujillo, Juliaca y Tarapoto.
En 2012 se incluyeron nuevos destinos nacionales, adquiere su primer Airbus A-330 para vuelos internacionales de mediano alcance y se anuncia su consideración dentro del cambio de marca comercial, en el marco del grupo AviancaTaca, hacia la marca Avianca. Se tiene expectativa de mayor crecimiento en rutas, equipos y nueva imagen corporativa.
En 2015 se amplía la oferta hacia Sao Paulo y San Salvador, pasan a ser operados en Airbus A330, además se inicia la operación hacia Cancún. En cuanto a vuelos domésticos, se suspendieron indefinidamente los vuelos a Chiclayo y Tarapoto, destinando los aviones utilizados a un aumento de frecuencias a Cusco; cabe resaltar que actualmente Chiclayo es la ciudad más grande y poblada en Perú sin vuelos de Avianca. Asimismo se suspendió el vuelo a Santo Domingo, el cual aún es publicitado por agencias de viajes.
El 10 de mayo de 2020 Avianca Holdings S.A. anunció la cancelación de operaciones en Perú, y el inicio de un proceso de liquidación y cierre de Avianca Perú S.A., lo que supone la extinción de la aerolínea luego de 21 años de funcionamiento.

## Antiguos destinos
Avianca Perú dejó de operar vuelos regulares en 2020. Sin embargo, estas rutas fueron asumidas por Avianca Group y sus aerolíneas filiales, que viajan a 110 destinos en 27 países. En Suramérica 74 destinos, enlazados con el resto del continente en vuelos directos o a través de conexiones, en Norteamérica Avianca tiene 13 destinos, en Centroamérica vuela a 13 destinos, en El Caribe vuela a 7 destinos, y 3 destinos a Europa. 

### Destinos nacionales
| País | Destinos | Aeropuertos                                                      |
| ---- | -------- | ---------------------------------------------------------------- |
| Perú | Cuzco    | Aeropuerto Internacional Velasco Astete                          |
| Perú | Lima     | Aeropuerto Internacional Jorge Chávez                            |
| Perú | Trujillo | Aeropuerto Internacional Capitán FAP Carlos Martínez de Pinillos |

### Destinos internacionales
| Países         | Destinos               | Aeropuertos                                     |
| Norteamérica   | Norteamérica           | Norteamérica                                    |
| -------------- | ---------------------- | ----------------------------------------------- |
| Estados Unidos | Miami                  | Aeropuerto Internacional de Miami               |
| México         | Ciudad de México       | Aeropuerto Internacional de la Ciudad de México |
| Centroamérica  |                        |                                                 |
| Costa Rica     | San José de Costa Rica | Aeropuerto Internacional Juan Santamaría        |
| El Salvador    | San Salvador           | Aeropuerto Internacional de El Salvador         |
| Sudamérica     |                        |                                                 |
| Argentina      | Buenos Aires           | Aeropuerto Internacional Ministro Pistarini     |
| Bolivia        | La Paz                 | Aeropuerto Internacional El Alto                |
| Brasil         | Porto Alegre           | Aeropuerto Internacional Salgado Filho          |
| Brasil         | Río de Janeiro         | Aeropuerto Internacional de Galeão              |
| Brasil         | São Paulo              | Aeropuerto Internacional de São Paulo-Guarulhos |
| Chile          | Santiago de Chile      | Aeropuerto Internacional Arturo Merino Benítez  |
| Colombia       | Bogotá                 | Aeropuerto Internacional El Dorado              |
| Ecuador        | Guayaquil              | Aeropuerto Internacional José Joaquín de Olmedo |
| Ecuador        | Quito                  | Aeropuerto Internacional Mariscal Sucre         |

## Flota histórica

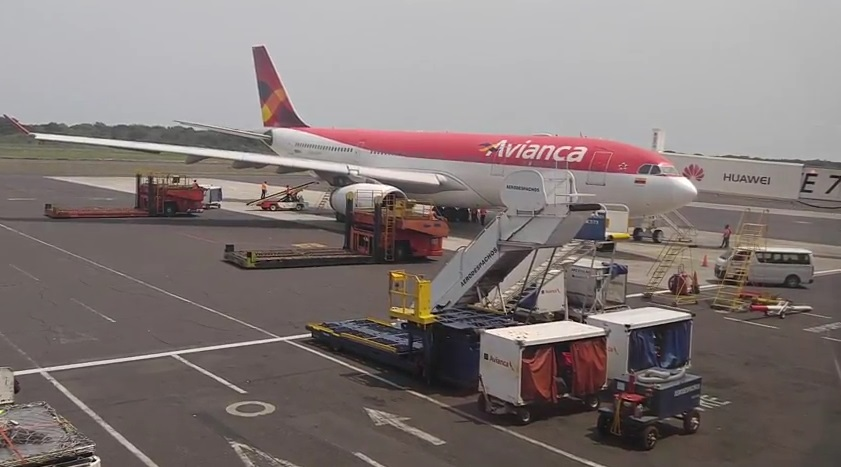
Airbus A330-200 de Avianca Perú en el Aeropuerto Internacional Jorge Chávez

| Avión           | Total | Introducido | Retirado | Matrículas                      |
| --------------- | ----- | ----------- | -------- | ------------------------------- |
| Airbus A319     | 4     | 2013        | 2020     | N521TA, N471TA, N472TA y N473TA |
| Airbus A320-200 | 3     | 2013        | 2020     | N491TA, N680TA y N688TA         |
| Airbus A321     | 1     | 2013        | 2020     | N568TA                          |
| Airbus A330-200 | 1     | 2013        | 2020     | N279AV                          |

## Crisis económica de 2020 y cese de operaciones
La crisis económica de Avianca se torna cada vez más compleja, pues después de que la compañía anunció que se acogerá a la ley de bancarrota de Estados Unidos, se conoció que Avianca Perú cerraba operaciones y explicando que no esperaba tener ingresos similares a los obtenidos antes de la pandemia en el corto plazo, ya que se han visto afectado por los cierres de aeropuertos y fronteras en el mundo. A esto se suman las obligaciones financieras de Avianca, que derivó en la decisión tomada por la subsidiaria en Perú. “Esta decisión respalda los esfuerzos de ajuste de tamaño y permitirá a Avianca enfocarse en sus mercados principales al salir de su reorganización supervisada por los tribunales”.